# 마르코 피케라
마르코 피케라(이탈리아어: Marco Fichera, 1993년 4월 15일~)는 이탈리아의 펜싱 선수로 주 종목은 에페이다. 올림픽에 2회 참가하였으며 2016년 하계 올림픽 남자 에페 단체전 종목에서 은메달을 획득했다.